# Otite media cronica colesteatomatosa
L'otite media cronica colesteatomatosa (spesso indicata semplicemente con il termine colesteatoma che rappresenta l'alterazione anatomo-patologica tipica) è una patologia caratterizzata da flogosi cronica associata alla presenza di epitelio squamoso cheratinizzato nelle cavità dell'orecchio medio.

## Epidemiologia
Analogamente all'otite media cronica purulenta, colpisce soprattutto (ma non esclusivamente) soggetti anziani e defedati in cui non è stato possibile condurre una corretta ed efficace terapia delle forme flogistiche dell'orecchio medio. Nelle otiti medie croniche complicate, il colesteatoma si presenta in circa il 64% dei casi.

## Classificazione
L'otite media cronica colesteatomatosa può essere divisa in:
- Congenita: a causa della permanenza di residui ectodermici nella cavità dell'orecchio medio
- Acquisita primaria: il colesteatoma insorge in assenza di un substrato flogistico documentabile
- Acquisita secondaria: il colesteatoma insorge in seguito ad episodi flogistici

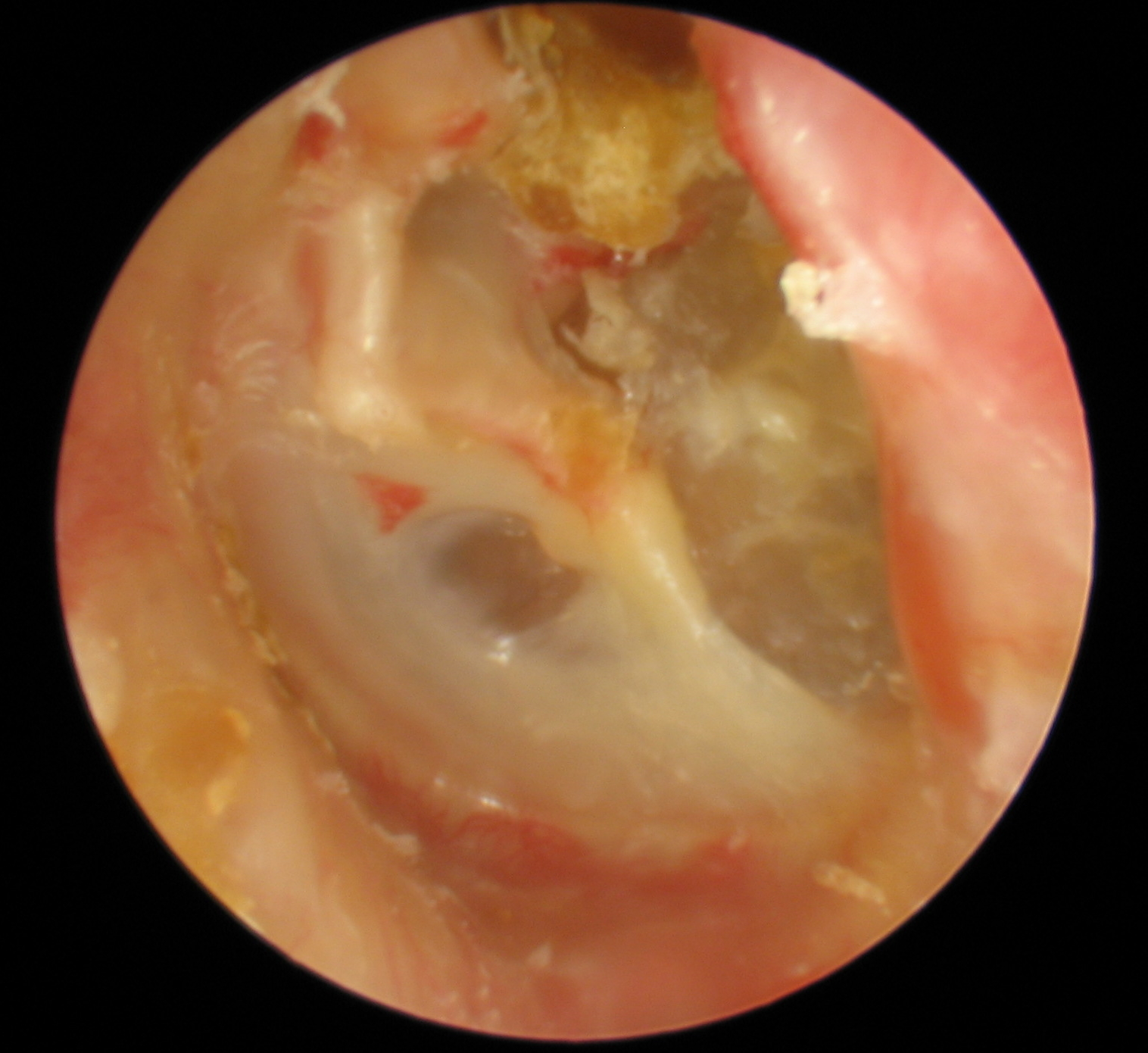
Colesteatoma atticale. Formazione di aspetto giallastro, purulento contornata da squame cornee biancastre che si estendono lungo la membrana timpanica.

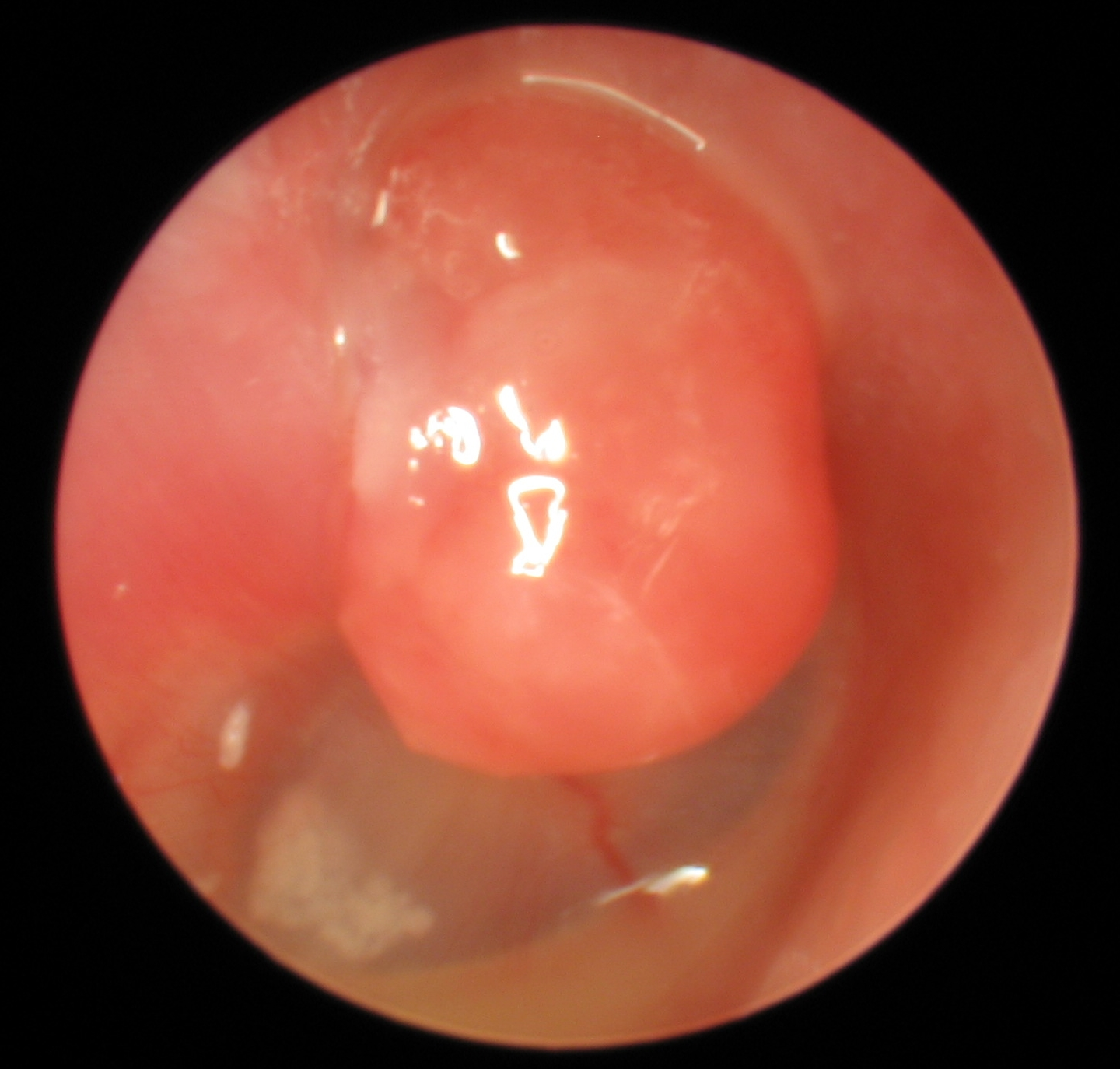
Formazione polipoide in corso di otite media colesteatomatosa. L'iperplasia della mucosa dell'orecchio medio è sostenuta dall'intenso stimolo mitogeno dovuto all'infiammazione cronica.

## Eziologia e patogenesi
Il limite che divide l'orecchio esterno (ricoperto da cute con un modesto grado di cheratinizzazione) dall'orecchio medio (ricoperto da mucosa) è rappresentato dalla membrana timpanica. In corso di otite colesteatomatosa questo limite viene superato, con penetrazione cutanea nelle strutture dell'orecchio medio e conseguente reazione infiammatoria. Questo evento può essere dovuto a:
- Progressiva retrazione di una parte della membrana timpanica con creazione di una sacca dove si accumula materiale di desquamazione e ceruminoso (frequente)
- Perforazione della membrana timpanica, traumatica od infiammatoria, con conseguente migrazione degli strati cutanei dell'orecchio esterno nell'orecchio medio.
- Proliferazione degli strati profondi della pars flaccida della membrana timpanica in seguito agli stimoli mitogeni promossi da un contesto infiammatorio cronico (ipotesi poco plausibile)
- Metaplasia squamosa delle cellule epiteliali che compongono l'orecchio medio (ipotesi poco plausibile)

La retrazione timpanica può essere secondaria a processi infiammatori cronici od acuti recidivanti, con conseguente atrofia dello strato fibroso e perdita di resistenza della membrana timpanica. Una disfunzione tubarica che comporti una permanenza della pressione negativa nella cassa timpanica costituisce un secondo elemento di sviluppo e progressione del colesteatoma. La tasca di retrazione tende ad invadere progressivamente l'orecchio medio, fino ad aderire alla porzione mediale della cassa (atelettasia); le porzioni più interessata a retrazione sono nell'ordine
- Pars flaccida che compone la porzione immediatamente posteriore al manico del martello
- Pars tensa del quadrante postero-superiore
- Pars flaccida che compone la porzione anteriore al martello

In virtù dei rispettivi rapporti anatomici, la retrazione del quadrante postero-superiore può provocare l'atrofia progressiva del processo lungo dell'incudine, con conseguente peggioramento dell'ipoacusia. La tasca di retrazione può rimanere stabile nel tempo o evolvere progredendo in profondità, con diminuzione del diametro dell'apertura nella membrana timpanica. L'infiammazione cronica è dovuta all'accumulo successivo di cellule cutanee desquamate e materiale di secrezione, con proliferazione batterica e innesco di processi degenerativo-distrofici. I batteri maggiormente coinvolti appartengono ai generi Pseudomonas, Streptococcus e Proteus, benché sia anche possibile l'infezione da anerobi e da Escherichia coli.

## Anatomia patologica
L'ispessimento su base flogistica della mucosa dell'orecchio medio sottostante la tasca cutanea è l'aspetto più caratteristico; nei casi estremi l'ispessimento può assumere un aspetto polipoide e associarsi alla presenza di essudato sieroso o purulento. Fenomeni infiammatori particolarmente intensi sono alla base di fenomeni di riassorbimento osseo; in particolare sono interessati
- Il muro della loggetta, entità anatomica costituita dalla porzione terminale del tetto del condotto uditivo esterno adiacente alla pars flaccida della membrana timpanica.
- La capsula labirintica
- La catena ossiculare, tra cui
  - Processo lungo dell'incudine
  - Corpo dell'incudine
  - staffa
  - Testa e manico del martello

In caso di atrofia completa, gli elementi più colpiti sono la staffa e l'incudine.

## Profilo clinico
Il quadro clinico è caratterizzato dalla presenza di otorrea fetida a causa della necrosi ossea operata da batteri anaerobi e ipoacusia di grado variabile. Quest'ultimo reperto, in quanto progressivo, tende ad essere inosservato; inoltre, almeno negli stati iniziali, la matrice colesteatomatosa consente una trasmissione relativamente efficace. La sintomatologia algica è spesso assente, benché possano presentarsi episodi parossistici che testimoniano la presenza di erosione ossea o di coinvolgimento di strutture nervose.

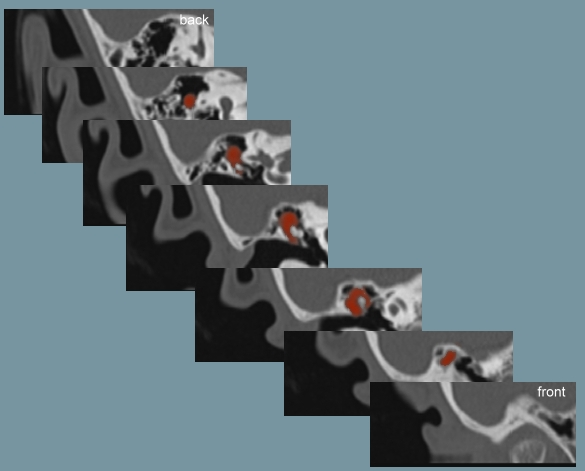
Colesteatoma dell'orecchio medio. Immagini TC, proiezione coronale.

## Profilo diagnostico
In un contesto anamnestico compatibile, l'otoscopia rappresenta l'esame in grado di rilevare
- Il grado di retrazione timpanica
- La presenza di squame biancastre ai margini della perforazione
- L'essudato necrotico-purulento
- L'erosione del muro della loggetta
- Eventuali formazioni polipoidi
- Escara o prodotti di desquamazione-necrosi che ricoprono l'apertura della tasca di retrazione.

Il test audiometrico può dimostrare un deficit trasmissivo-misto di vario grado. L'esame TC consente la visualizzazione del grado di erosione ossea e di stabilire un eventuale approccio chirurgico.

## Terapia
L'identificazione delle specie microbiche responsabile della flogosi cronica e l'allestimento di un antibiogramma consente l'applicazione di uno schema antibiotico efficace. Clindamicina, monobattami, penicilline anti-pseudomonas o anti-stafiloccocco, chinolonici e cefalosporine sono gli antibiotici più utilizzati. La sintomatologia algica può essere attenuata da corticosteroidi o antinfiammatori non steroidei. Alla terapia medica deve essere sempre associata la terapia chirurgica (timpanoplastica), tranne nei casi di soggetti anziani con elevato rischio operatorio. L'intervento chirurgico consiste nell'asportazione totale del colesteatoma, preservando o recuperando la funzione uditiva dell'organo. L'intervento di ossiculoplastica, che mira al recupero uditivo, si può effettuare in simultanea o in una successiva operazione.

## Prognosi
L'otite media cronica colesteatomatosa non tende alla regressione spontanea. La terapia antibiotica permette solo una temporanea risoluzione del processo flogistico. Inoltre si tratta di una patologia che può presentare recidive, soprattutto nei bambini, soggetti nei quali il colesteatoma è più aggressivo e invasivo.

## Complicanze
Come già discusso, la complicanza più temibile è rappresentata dall'erosione della catena ossiculare, benché possano presentarsi fistole del canale semicircolare laterale, mastoidite, labirintite, meningite, ascesso cerebrale o ascesso cerebellare, tromboflebite dei seni venosi endocranici o della vena giugulare interna.